# George Washington Lambert

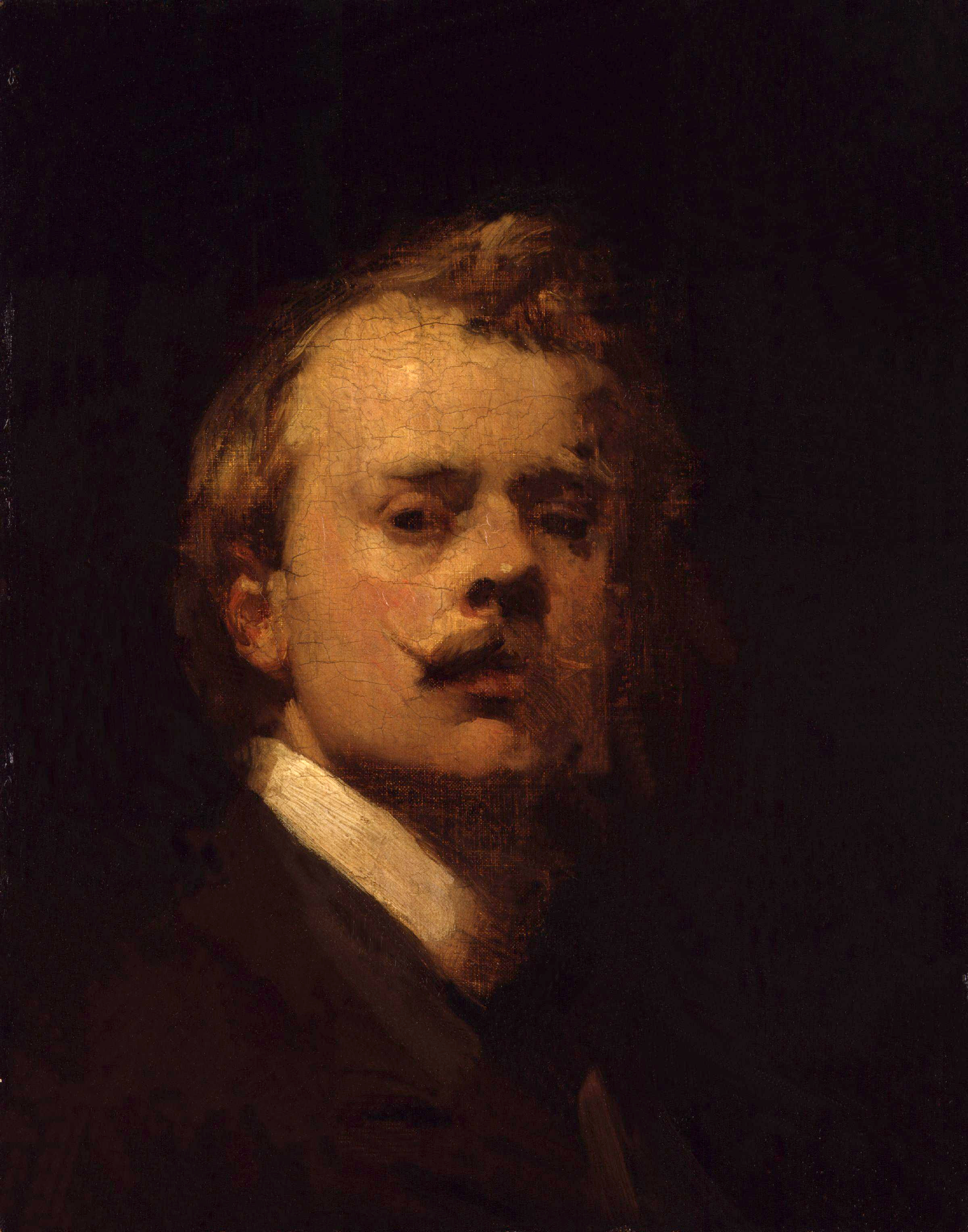
Selbstporträt von George Lambert (ca. 1900–1901)

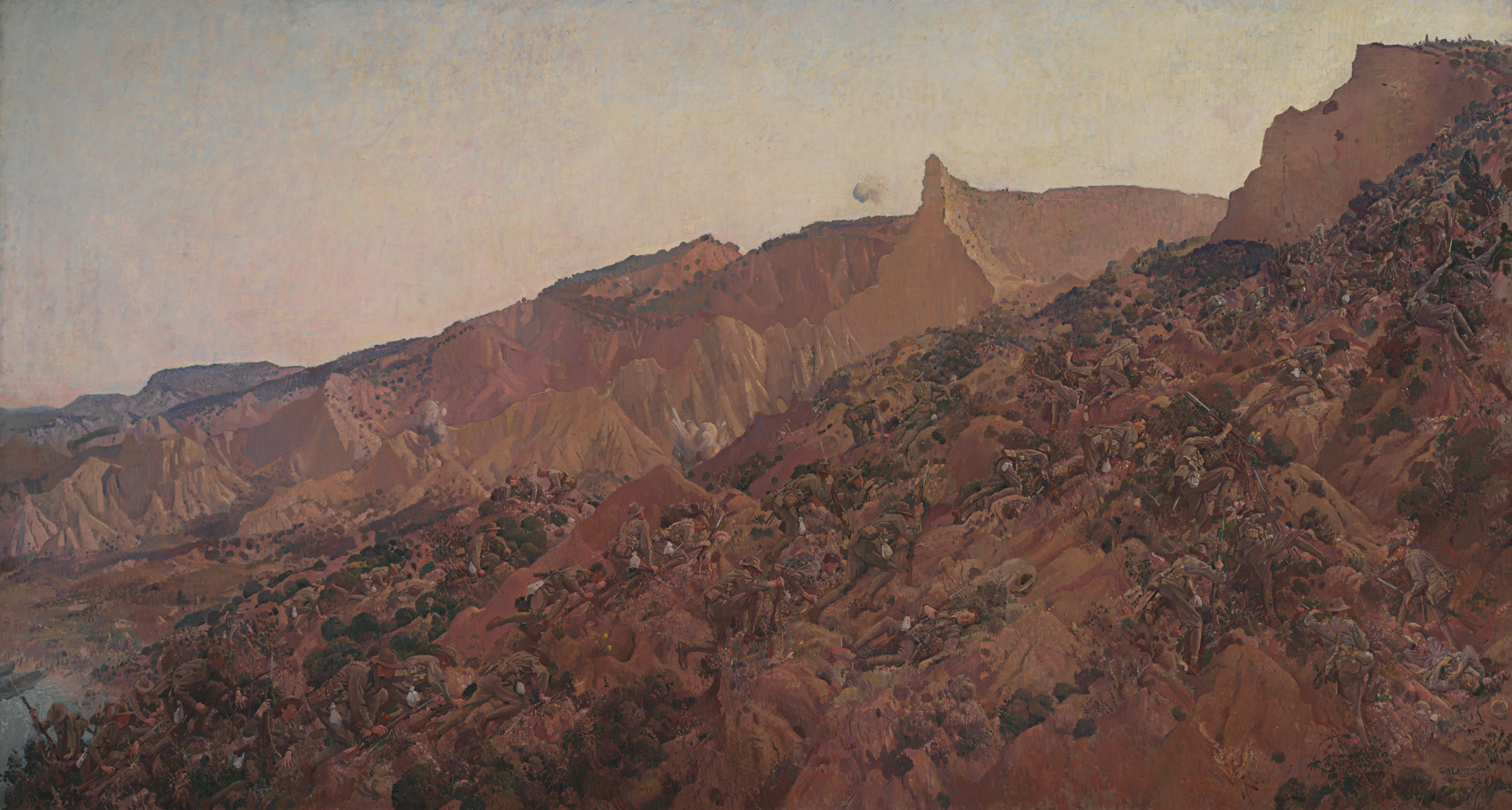
Anzac, the landing 1915 von George Lambert (1920–1922).

George Washington Thomas Lambert ARA (* 13. September 1873 in Sankt Petersburg, Russland; † 29. Mai 1930 in Cobbity, Australien) war ein australischer Künstler, bekannt für seine Porträts und als Kriegsmaler während des Ersten Weltkrieges.

## Leben und Wirken

### Kindheit
Lambert wurde geboren in Sankt Petersburg, als posthumer Sohn von George Washington Lambert (1833–1873) aus Baltimore, Maryland. Lamberts Mutter war die jüngere Annie Matilda, geborene Firth, eine Engländerin. Mutter und Sohn zogen schon bald nach Württemberg, Deutschland, um mit Lamberts Großvater mütterlicherseits zu leben. Lambert ging auf das Kingston College in Yeovil, Somerset. Die Familie, bestehend aus Lambert, seiner Mutter und seinen drei Schwestern, entschied sich, nach Australien auszuwandern. An Bord der Bengal kamen sie am 20. Januar 1887 in Sydney an.

### Frühe Karriere
Lambert begann 1894, seine Bilder in der Art Society und der Society of Artists in Sydney auszustellen. 1895 fing Lambert an, Tuschcartoons für The Bulletin beizusteuern und arbeitete seit 1896 Vollzeit als Maler. 1899 gewann er den Wynne-Preis mit Across the Blacksoil Plains. Bis 1900 studierte er in Julian Ashtons Kunstschule in Sydney. Später gewann er ein Reisestipendium über 150 Pfund von der Regierung von New South Wales. Er verbrachte ein Jahr in Paris, ehe er nach London umzog, wo er bei der Royal Academy of Arts ausstellte. 1911 gewann Lambert eine Silbermedaille bei einer internationalen Ausstellung in Barcelona für sein Gemälde The Sonnet. In dieser Zeit war er sehr bekannt als Porträtmaler.

### Kriegsmaler

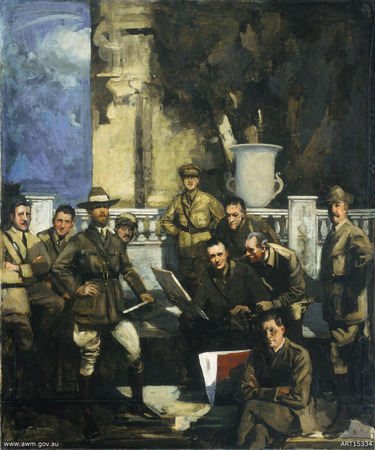
George Lambert stehend als dritter von links in diesem Gruppenporträt Australian official war artists, 1916–1918 von George Coates, 1920. Öl auf Leinwand, 124,2 × 104,5 cm. Von links nach rechts: Vorne – George Bell; stehend – John Longstaff, Charles Bryant, Lambert, A. Henry Fullwood, James Peter Quinn, H. Septimus Power, Arthur Streeton; und hinten sitzend – Will Dyson, Fred Leist.

1917 wurde Lambert einer der offiziellen australischen Kriegsmaler während des Ersten Weltkrieges. Sein Gemälde Anzac, the landing 1915 von der Landung auf der Halbinsel Gallipoli in der Türkei ist das größte Gemälde in der Australian-War-Memorial-Sammlung. Lambert reiste 1919 als Ehrenhauptmann nach Gallipoli, um Skizzen für das Gemälde zu machen.
Während der Kriegsjahre verbrachte er viel Zeit in London. Dort wird ihm eine romantische Beziehung mit der Künstlerkollegin Thea Proctor nachgesagt.

### Rückkehr nach Australien
Lambert kehrte 1921 nach Australien zurück, wo er in Melbourne mit einer Einzelausstellung bei der Galerie der Fine Art Society erfolgreich war. 1922 wurde er zu einem Gesellschafter der Royal Academy gewählt. Oft besuchte er das Gehöft von Oberst Granville Ryrie von der Australian Light Horse in Michelago und malte dort The Squatter's Daughter und Michelago Landscape. 1927 gewann er mit seinem Werk Mrs Murdoch den Archibald Prize, Australiens angesehensten Kunstpreis für Porträts. Lambert starb 1930 in Cobbity bei Camden und ist begraben in dem anglikanischen Teil der South Head Cemetery.

### Privatleben

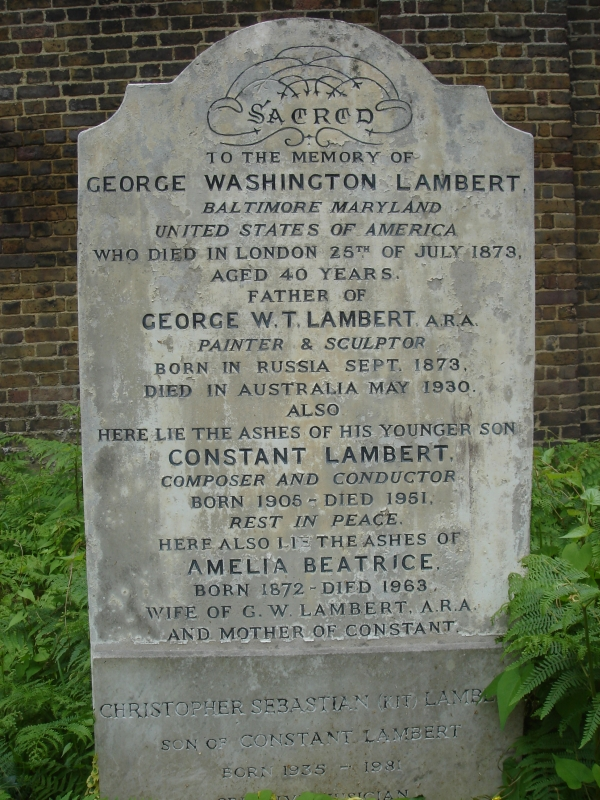
Grabdenkmal von Lamberts Vater, Frau, Söhnen und Enkel auf dem Brompton Cemetery

Im Jahr 1900 heiratete er Amelia Beatrice „Amy“ Absell (1872–1963).
Seine Söhne waren Maurice (1901–1964), ein bekannter Bildhauer und Gesellschafter der Royal Academy of Arts und Constant, Komponist und Dirigent. Lampert war außerdem der Großvater von Kit Lambert.